# Friso Emons
Friso Emons (Tilburg, 5 ottobre 1998) è un pattinatore di short track olandese.

## Biografia
Ai campionati europei di Danzica 2021 ha ottenuto la medaglia d'oro nella staffetta 5000 m, gareggiando con i connazionali Itzhak de Laat, Dylan Hoogerwerf, Sjinkie Knegt e Jens van 't Wout, senza scendere su ghiaccio in finale.
Ai mondiali di Montréal 2022 ha vinto l'argento nella staffetta 5000 m, con Itzhak de Laat, Sjinkie Knegt e Sven Roes.
Agli europei di Danzica 2023 ha ottenuto il bronzo nei 1500 m, preceduto sul podio dal connazionale Jens van 't Wout e dal belga Stijn Desmet. Agli europei di Danzica 2024 ha ottenuto l'argento nella medesima specialità, venendo sconfitto solo dall'italiano Pietro Sighel.

## Palmarès
- Mondiali

Montréal 2022: argento nella staffetta 5000 m.
- Europei

Danzica 2021: oro nella staffetta 5000 m;
Danzica 2023: oro nella staffetta 5000 m; bronzo nei 1500 m.
Danzica 2024: oro nella staffetta 5000 m; argento nei 1500 m.